# Ахмеднагар (округ)
Ахмеднагар (маратхи अहमदनगर जिल्हा; англ. Ahmednagar) — самый большой по площади округ в индийском штате Махараштра. Образован в 1818 году. Административный центр — город Ахмеднагар. Площадь округа — 17 048 км². По данным всеиндийской переписи 2001 года население округа составляло 4 040 642 человека. Уровень грамотности взрослого населения составлял 75,3 %, что выше среднеиндийского уровня (59,5 %). Доля городского населения составляла 19,9 %.
В округе находится форт VI века Харишчандрагад.